# Liste der Kulturdenkmale in Busdorf
In der Liste der Kulturdenkmale in Busdorf sind alle Kulturdenkmale der schleswig-holsteinischen Gemeinde Busdorf (Kreis Schleswig-Flensburg) und ihrer Ortsteile aufgelistet (Stand: 16. Juni 2025).
Die Bodendenkmale sind in der Liste der Bodendenkmale in Busdorf aufgeführt.

## Legende
In den Spalten befinden sich folgende Informationen:
- Objekt-ID: die Nummer des Kulturdenkmales
- Lage: die Adresse des Kulturdenkmales und die geographischen Koordinaten. Kartenansicht, um Koordinaten zu setzen. In der Kartenansicht sind Kulturdenkmale ohne Koordinaten mit einem roten Marker dargestellt und können in der Karte gesetzt werden. Kulturdenkmale ohne Bild sind mit einem blauen Marker gekennzeichnet, Kulturdenkmale mit Bild mit einem grünen Marker.
- Offizielle Bezeichnung: Bezeichnung des Kulturdenkmales
- Beschreibung: die Beschreibung des Kulturdenkmales
- Bild: ein Bild des Kulturdenkmales

## Sachgesamtheiten
| Objekt-ID      | Lage                                                | Offizielle Bezeichnung | Beschreibung | Bild                             |
| -------------- | --------------------------------------------------- | ---------------------- | --- | -------------------------------- |
| 40909 Wikidata | Haddebyer Chaussee B76 (54° 30′ 1″ N, 9° 34′ 12″ O) | Kirche St. Andreas     | Aktualisierung vorgesehen - Begründung: geschichtlich, künstlerisch, städtebaulich, Kulturlandschaft prägend - Schutzumfang: Kirche St. Andreas mit Ausstattung, Kirchhof, Grabmale bis 1870, Feldsteinwall, Baumkranz (Linden, Kastanien), Nebenpforte | weitere Fotos \| Fotos hochladen |

## Bauliche Anlagen
| Objekt-ID     | Lage                                                | Offizielle Bezeichnung             | Beschreibung | Bild                             |
| ------------- | --------------------------------------------------- | ---------------------------------- | --- | -------------------------------- |
| 4069 Wikidata | Haddebyer Chaussee B76 (54° 30′ 2″ N, 9° 34′ 13″ O) | Kirche St. Andreas mit Ausstattung | Alteintragung (Aktualisierung vorgesehen) - Begründung: geschichtlich, künstlerisch, städtebaulich - Schutzumfang: gesamtes Objekt - Denkmaltyp: Bauliche Anlage, Sachgesamtheit: Kirche St. Andreas | weitere Fotos \| Fotos hochladen |

## Gründenkmale
| Objekt-ID      | Lage                                                | Offizielle Bezeichnung | Beschreibung | Bild            |
| -------------- | --------------------------------------------------- | ---------------------- | --- | --------------- |
| 26422 Wikidata | Haddebyer Chaussee B76 (54° 30′ 0″ N, 9° 34′ 14″ O) | Kirchhof               | Alteintragung (Aktualisierung vorgesehen) - Begründung: geschichtlich, Kulturlandschaft prägend - Schutzumfang: Kirchhof, Grabmale bis 1870, Feldsteinwall, Baumkranz (Linden, Kastanien), Nebenpforte - Denkmaltyp: Gründenkmal, Sachgesamtheit: Kirche St. Andreas | Fotos hochladen |

## Quelle
- Liste der Kulturdenkmale in Schleswig-Holstein – Kreis Schleswig-Flensburg

- Karte mit allen Koordinaten:
- OSM |
- WikiMap